# آنو
آنو (اکدی: 𒀭𒀭 ANU، از 𒀭 an «آسمان»، «بهشت») یا آنوم، در اصل آن (سومری: 𒀭 An), مظهر الهی آسمان، پادشاه خدایان، و نیای بسیاری از خدایان در دین باستانی بین‌النهرین بود. او به عنوان منشأ پادشاهی الهی و بشری تلقی می‌شد و در بسیاری از متن‌های بین‌النهرین شمارش خدایان با او آغاز می‌شود. در عین حال، نقش او تا حد زیادی منفعل بود و معمولاً مورد پرستش قرار نمی‌گرفت. گاهی اوقات پیشنهاد شده است که معبد ایِنا واقع در اوروک در اصل به او تعلق داشته است و نه اینانا، اما در حالی که او به خوبی به عنوان یکی از ساکنان الهی آن شناخته شده است، هیچ مدرکی وجود ندارد که خدای اصلی معبد هرگز تغییر کرده باشد، و اینانا قبلاً در نخستین منابع با آن مرتبط شده است. پس از زوال، نظام الهیاتی جدیدی در همان شهر تحت حکومت سلوکی ایجاد شد که در نتیجه آنو به عنوان یک خدای فعال بازتعریف شد. در نتیجه او به‌طور گسترده توسط ساکنان شهر در سده‌های پایانی تاریخ بین‌النهرین باستان مورد پرستش قرار گرفت.
سنت‌های متعددی در رابطه با هویت همسر آنو وجود داشت، اگرچه سه تا از آنها — کی، اوراش و آنتو — در مقاطع مختلف زمانی با یکدیگر برابر شده بودند و هر سه نشان‌دهنده زمین هستند، همانگونه که آنو نماد آسمان بود. در سنت چهارم، که به‌طور پراکنده‌تر گواهی شده است، همسرش الهه نامو بود. در فهرست‌های خدا علاوه بر ذکر همسرها و فرزندان او، اغلب اجداد مختلف او نیز برشمرده شده است، مانند آنشار یا آلالو. گونه‌ای از یکی از این شجره‌نامه‌ها اساس انوما الیش را تشکیل داد.
آنو به‌طور گذرا در حماسه اکدی گیلگمش ظاهر می‌شود، که در آن دخترش ایشتار (همتای اکدی اینانا) او را متقاعد می‌کند که نرگاو آسمان را به او بدهد تا بتواند آن را برای حمله به گیلگمش بفرستد. این حادثه منجر به مرگ نرگاو آسمان و پرتاب یک ران به سوی سر ایشتار می‌شود. در افسانه‌ای دیگر، آنو قهرمان فانی آداپا را به دلیل شکستن بال باد جنوب به حضور خود فرا می‌خواند. آنو دستور می‌دهد که آب و غذای جاودانگی به آداپا داده شود، اما آداپا آن را نمی‌پذیرد، زیرا از قبل انکی به او هشدار داده بود که آنو آب و غذای مرگ را به او عرضه خواهد کرد. در افسانه‌های هوری در مورد کوماربی، که عمدتاً از ترجمه‌های هیتی آن‌ها شناخته می‌شود، آنو حاکم سابق خدایان است که توسط کوماربی سرنگون شده است، کوماربی اندام‌های تناسلی آنو را گاز گرفت و خدای آب و هوا تشوب را به دنیا آورد. ممکن است این روایت بعدها الهام‌بخش اخته کردن اورانوس در تئوگونیای هزیود شده باشد. همچنین پیشنهاد شده است که در عصر هلنیستی، آنو ممکن است با زئوس شناسایی شده باشد، اگرچه این امر نامشخص است.

## شخصیت
آنو نمادی الهی از آسمان بود، همان‌طور که نام او (در زبان سومری به معنای «آسمان» است) نشان می‌دهد. در زبان اکدی به صورت آنو هجی می‌شد و به صورت لوگوگرافی (dAN) یا هجایی (da-nu(m)) نوشته می‌شد. در متن‌های سومری، برخلاف نام خداییان دیگر، علامت دینگیر که در ادبیات مدرن به عنوان «تعیین‌کننده الهی» از آن یاد می‌شود، هرگز در آغاز نامش قرار نمی‌گرفت، زیرا منجر به تکرار غیرضروری می‌شد، چون همان علامت به عنوان آن نیز خوانده می‌شد. همین علامت را، علاوه بر اشاره به آسمان و بهشت و آنو، می‌توان به عنوان دینگیر یا ایلو نیز خواند، که واژگان عمومی «خدا» به ترتیب در سومری و اکدی هستند. از آنجایی که عدد ۶۰ با او مرتبط بود، عدد مربوطه می‌توانست نشان‌دهندهٔ نام او باشد، و در متون رمزی نیز، سایر قرائت‌های علامت دینگیر را نشان دهد.
آنو به عنوان خدای برتر در نظر گرفته می‌شد، و فهرست‌های اصلی خدا، مانند آن = آنوم، او را در راس پانتئون قرار می‌دهند. او را می‌توان به عنوان پادشاه خدایان توصیف کرد، و اعتقاد بر این بود که منشأ تمام قدرت مشروع است، که به خدایان و پادشاهان به‌طور یکسان حق حکومت می‌دهد. گفته می‌شد که بالاترین خدا در پانتئون دارای anûtu یا anuti (da-nu-ti) است که به معنای «قدرت آسمانی» یا بیشتر به معنای دقیق کلمه آنوبودن است. در انوما الیش بابلی، خدایان مردوک را ستایش می‌کنند و فریاد می‌زنند «کلام تو آنو است!».
اگرچه آنو خدایی بسیار مهمی بود، اما طبیعت او اغلب مبهم و بد تعریف شد. تعداد اسطوره‌هایی که بر او متمرکز شده‌اند اندک است و او به ندرت فعالانه پرستش می‌شد. از این روپل-آلن بولیو، آشورشناس، جایگاه او را به عنوان یک «رئیس بی‌نفوذ» و «خدایی بی‌حرکت» توصیف کرده است. ویلفرد جی. لمبرت موقعیت او را به عنوان رئیس پانتئون «همیشه تا حدودی صوری» توصیف کرد و خاطرنشان کرد به گفته ساکنان بین‌النهرین «انلیل در عمل قدرت بیشتری داشت». بولیو به‌طور مشابه بیان می‌کند که از نظر کارکردی رئیس خدای فعال انلیل و بعداً مردوک در بابل و آشور در تمدن آشور بود، نه آنو. شواهد از لاگاش نشان می‌دهد که حداقل در دوره دودمان نخستین، در زمان سلطنت ایناتوم و انتمنا، رئیس پانتئون این شهر به جای آنو، انلیل بود، هر چند فهرست‌های پیشکش پسین شواهدی برخلاف آن ارائه می‌دهند. این موضوع احتمالاً نشان‌دهنده تغییری است که در زمان سلطنت سلسله سارگونی یا گودئا رخ داده است. شیانهوا وانگ اشاره می‌کند که در دوره دودمان نخستین، فرمانروایانی که از آنو در کتیبه‌ها اسم می‌برند و از او به عنوان لوگال کور-کور، «پادشاه سرزمین‌ها» یاد می‌کنند، به نظر می‌رسد که با اور یا اوروک مرتبط هستند، در حالی که در جاهای دیگر همین صفت به انلیل اختصاص یافته است. متنی که از رونوشت‌هایی از شوروپاک و ابلا شناخته می‌شود، تنها به آنو به عنوان «پادشاه اوروک» ِ الهی اشاره می‌کند. در کتیبه‌های بعدی از دوره امپراتوری بابل باستان، انلیل را می‌توان در کنار آنو یا به تنهایی به عنوان رئیس پانتئون نام برد. تثلیثی متشکل از هر دوی آنها و ائا نیز گواهی شده است. تنها در اوروک در قرون پایانی هزاره اول پیش از دوران مشترک تغییری رخ داد و آنو توسط متخصصان الهیات به عنوان یک خدای فعال دوباره خلق شد.

### نقش ستاره‌ای
در نجوم بین‌النهرین، آسمان به سه ناحیه تقسیم می‌شد که نزدیکترین ستارگان به قطب اجرام آسمانی متعلق به انلیل بودند و ستاره‌های نزدیک به استوا به ائا تعلق داشتند. ستارگانی که بین این دو ناحیه قرار داشتند، قلمرو آنو بودند. هر سه به عنوان «راه‌های» خدایان مربوطه نامیده می‌شدند. اخترشناس جان جی راجرز می‌گوید که مرزهای هر راه در ۱۷ درجه شمالی و ۱۷ درجه جنوبی است. این تقسیم‌بندی به بهترین وجه در رساله نجومی مول.اپین گواهی شده است. تاریخ تصنیف آن ناشناخته است، اگرچه مشخص است که جدیدتر از دوره بابلی باستان است و قدیمی‌ترین اشاره به تقسیم سه‌جانبه آسمان از سندی مربوط به قرن سیزدهم پیش از دوران مشترک به دست آمده است. این نسخه گونه‌ای از اصطلاحاً نیایشِ خدایان شب است که در قدیمی‌ترین رونوشت‌های آن هنوز این مفهوم ذکر نشده است.
در اوروک سلوکی، نقش اختری آنو بیشتر گسترش یافت و در متنی که در سال ۷۱ عصر سلوکی (۲۱۶ تا ۲۱۵ پیش از دوران مشترک) تصنیف شد، او مسئول کل فلک توصیف شده است. علاوه بر این، دو ستاره پیراقطبی «آنو و آنتوی بزرگ آسمان» نام‌گذاری شدند و همچون خداییان پیشکش دریافت کردند. آنها معمولاً در کنار هفت جرم اصلی آسمانی دیگر که برای ستاره‌شناسان بین‌النهرین در اواخر هزاره اول پیش از دوران مشترک شناخته شده بودند، ظاهر می‌شوند: خورشید، ماه، و سیارات Nebēru (مشتری)، Dilbat (زهره)، Šiḫṭu (عطارد)، Kayamānu (کیوان) و Ṣalbatānu (مریخ).

### شمایل‌نگاری
آنو تقریباً هرگز در آثار هنری بین‌النهرین ظاهر نمی‌شود و شمایل‌نگاری انسان‌انگاری‌شدهٔ شناخته‌شده‌ای ندارد. از منابع متنی اشاراتی به او به دست آمده که نمادهای رایج پادشاهی الهی (مانند عصای شاهی و شیء حلقه‌ای شکل) را در دست دارد.
در متنی از دوره کاسیان نوشته‌شده که نماد آنو تاجی شاخدار بر روی سکویی بود. این نماد بر روی برخی از کودوروها (سنگهای مرزی) گواهی شده است، که معمولاً در نیمه بالایی تزئینات، در زیر نمادهای ایشتار، شمش و سین قرار دارد که چون نمایشگر اجرام آسمانی بودند در بالای چنین بنایی قرار می‌گرفتند. آنو به شکل تاجی شاخدار در نقش برجسته‌های نئوآشوری نیز به تصویر کشیده شده است. به گفته اندرو آر. جرج، اشاره‌هایی به «نشست» خدایی که از متون توپوگرافی مختلف از بابل و آشور شناخته شده است، احتمالاً به نمایش به شکل نشانی که بر روی یک سکو قرار گرفته است، اشاره دارد. اشاره شده است که تجسم‌های نمادین آنو با انلیل یکسان بود. نماد مشابهی نیز می‌توانست نشان‌دهنده آشور در دوره نئوآشوری باشد. هر سه این خدایان ممکن بود در یک نقش برجسته به همین صورت تجسم شوند.

## ارتباط با خداییان دیگر

### همسران

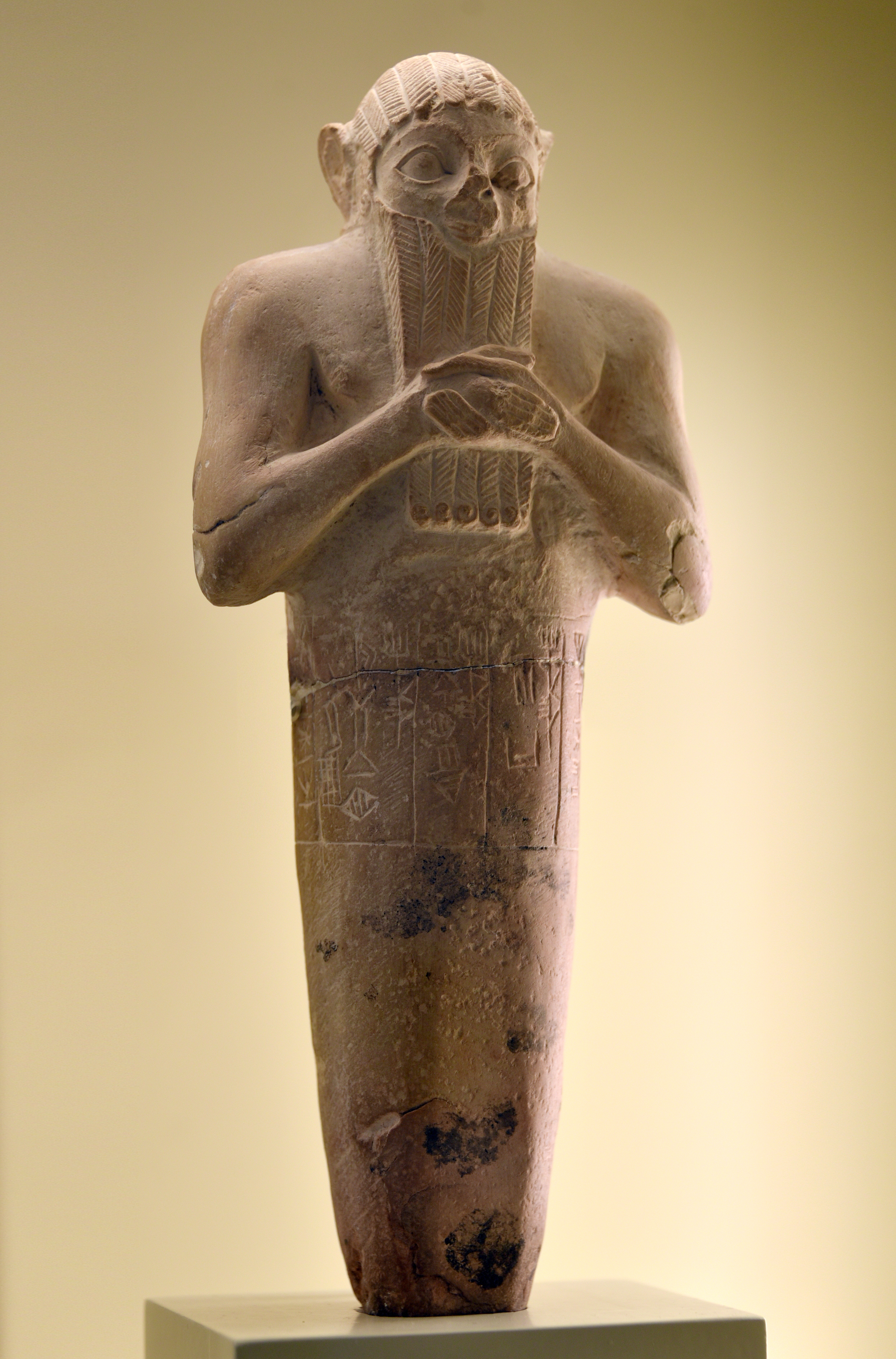
مجسمهٔ پِی‌بنا متعلق به پادشاه لوگال-کیسالسی. در کتیبه نامو و آنو به عنوان زن و شوهر ذکر شده‌اند.

الههٔ زمین، کی، به خوبی به عنوان همسر آنو گواهی شده است. نام او معمولاً بدون دترمیناتیو الهی نوشته می‌شد و او معمولاً به عنوان یک الهه انسان‌انگاری‌شده تلقی نمی‌شد. یکی دیگر از همسران آنو اوراش بود. به گفته فرانس ویگرمن، اوراش در جایگاه همسر آنو بیش از سایرین گواهی شده است. حضور او در اسناد با شروع دوره سارگونی به خوبی دیده می‌شود و اغلب تا دوره بابلی باستان به عنوان یکی از همسران آنو ظاهر می‌شود. خدای متفاوت و مذکری به نام اوراش نیز خدای حامی دلبات بود. ویگرمن پیشنهاد می‌کند که در حالی که کی، همان‌طور که عموماً مورد توافق است، نماد زمین به عنوان یک عنصر کیهانی بود، اوراش نماد الهی زمین قابل کشت بود. او پیشنهاد می‌کند که نام اوراش به «کِشت» ترجمه شود، اگرچه ریشه‌شناسی و معنای آن همچنان موضوع بحث است. به نظر می‌رسد یک فهرست خدای نوآشوری که از آن سه رونوشت به دست آمده، کی و اوراش را در یک خدایی واحد به نام dki-uraš ترکیب می‌کند. قرائت نادرست اولیه این مدخل، dki-ib بود، که آشورشناس دانیل دیوید لوکنبیل انجام داده و آن را اشاره‌ای به خدای مصری گب دانسته بود، این شناسایی اکنون غیرممکن تلقی می‌شود.
الهه آنتو نیز به عنوان همسر آنو گواهی شده است. نام او از نظر ریشه‌شناسی صورت مؤنث اکدیِ آنو است. فهرست خدای آن = آنوم او را با کی برابر می‌کند، در حالی که یک متن واژگانی از دوره بابلی باستان او را همتای اوراش می‌داند. شواهدی وجود دارد که مانند دومی، او را نیز می‌توان الهه مرتبط با زمین در نظر گرفت. او از هزاره سوم پیش از دوران مشترک، احتمالاً از همان اوایل دوره دودمان نخستین در فهرست خدایی از ابوسلبیخ گواهی شده است، اگرچه هیچ اشاره‌ای به او در اوروک قبل از هزاره اول پیش از دوران مشترک به دست نیامده و حتی در دوره نو بابلی نام او فقط در یک نامه ظاهر می‌شود. با این حال، او به عنوان همسر آنو در اسناد مربوط به دوره سلوکی از این شهر گواهی شده است، و در آن مقطع زمانی در کنار همسرش الهه اصلی آن شد.
کتیبهای بر روی مجسمه نذر شده پادشاه لوگال-کیسالسی (یا لوگال-گیپارسی) که در قرن بیست و چهارم پیش از دوران مشترک بر اوروک و اور حکومت می‌کرد، به نامو به عنوان همسر آنو اشاره می‌کند. جولیا کرول پیشنهاد می‌کند که این دوگانه‌سازی سنتی در اوروک دودمان نخستین بود،  اما طبق گفته فرانس ویگرمن هیچ اشاره مستقیم دیگری به نامو در جایگاه همسر آنو شناخته نشده است. یک استثنای احتمالی افسون بابلی باستان است که احتمالاً به او به عنوان «پاکِ آن» اشاره می‌کند، اما این گواهی دقیق نیست.
در ادبیات قدیمی‌تر، نام اشرتوم اغلب به «عروس آن» ترجمه می‌شد، اما اکنون این ترجمه اشتباه تلقی می‌شود. واژه سومری به کار رفته در آن، é-gi4-a، معادل اکدی kallatum، هم به معنای «دختر خوانده» و هم به معنای «عروس» بود، اما معنای دوم متکی بر رویه اجتماعی پدران بود که عروس پسرانشان را انتخاب می‌کردند. به عنوان صفت الهه‌ها، وضعیت آنها را به عنوان دختر خوانده یک خدایی خاص نشان می‌دهد. به عنوان مثال، آیا را به دلیل موقعیتی که به عنوان دختر خوانده سین و همسر پسرش شمش داشت، اغلب kallatum می‌نامیدند.
الهه‌ای به نام نینورسالا به عنوان dam-bànda آنو توصیف می‌شود که احتمالاً به «هم‌بالین» در فهرست خدایان آن = آنوم ترجمه می‌شود. طبق گفته‌های آنتوان کاوینیو و مانفرد کربرنیک، او همچنین در فهرست خدایان بابلی باستان از ماری به ثبت رسیده است.

### فرزندان
بسیاری از خدایان به عنوان فرزندان آنو در نظر گرفته می‌شدند، و او را می‌توان «پدر خدایان بزرگ» نامید. نقش اصلی آنو در پانتئون سومری را در جایگاه شخصیتی اجدادی در نظر گرفته‌اند، و واژه Anunna (همچنین Anunnaki, Anunna-anna)، که به خدایان مختلف بین‌النهرین به‌طور جمعی اشاره دارد، به معنای «فرزند آنو» است و خدایان خاصی را به‌ویژه برجسته معرفی می‌کند.
ایشکور (آداد)، خدای آب‌وهوا، همواره به عنوان پسر آنو در نظر گرفته می‌شد. در حالی که برخی از متن‌های ادبی ممکن است در مقابل، انلیل را به عنوان پدرش بدانند، این دیدگاه کمتر رایج بود و در هیچ منبعی بعد از دوره بابلی باستان گواهی نشده است. تنها منبعی که مستقیماً از مادرش نام می‌برد، اوراش را در این نقش قرار می‌دهد. خدای دیگری که اغلب به عنوان پسر آنو در نظر گرفته می‌شد، انکی بود. نامو مادر انکی در سنت محلی اریدو و در اسطوره انکی و نینماه بود، اما سرودی از دوران سلطنت ایشم داگان تأیید می‌کند که سنتی نیز وجود داشته است که در آن مادرش اوراش بود. در متن‌های اهدا شده به ایشکور، او و انکی را می‌توان به عنوان دوقلو یاد کرد، اما در قطعه‌هایی که بر خدای دوم تمرکز دارند، نمی‌توان لقب مشابهی یافت، به گفته دانیل شومر دلیل آن این است که رتبه بالاتر انکی در پانتئون، از در نظر گرفته شدنش در جایگاه برادر یک خدای نسبتاً با اهمیت کمتر، بهره‌ای نمی‌برد.
همان‌طور که قبلاً در کتیبه‌ای از لوگال‌زاگه‌سی گواهی شده است، انلیل را می‌توان پسر آنو نامید. نظر وانگ این است که این روند به منظور آشتی دادن سنتی شمالی، که در آن پادشاه خدایان انلیل بود، با سنتی جنوبی، جایی که همان نقش را آنو ایفا می‌کرد، ایجاد شد، اگرچه حتی در جنوب لاگاش ظاهراً متعلق به همان سنت انلیل بود. منبع دیگری که انلیل را پسر آنو معرفی می‌کند اسطوره انکی و نظم جهانی است که همچنین مشخص می‌کند که او برادر بزرگتر انکی بوده است. با این حال، اصل و نسب انلیل متغیر بود.  سنتی که در آن اجداد او اصطلاحاً خدایان انکی-نینکی بودند، اکنون توسط آشورشناسان متعارف دانسته می‌شود، اگرچه تفسیر مطالب مربوط به آن دشوار است. انکی، جد انلیل، نباید با خدای انکی اشتباه گرفته شود، همان‌طور که املای متفاوت نام آنها به خط میخی این مسئله را نشان می‌دهد. در یک سنت دیگر، پدر انلیل لوگالدوکوگا بود، اما متن‌هایی که او را در این نقش قرار می‌دهد نسبتاً متاخر است. گواهی شدن آن برای اولین بار در فهرست خدایان آن = آنوم است که به احتمال زیاد در دوره کاسیان تصنیف شده است.
آمورو (مارتو) عموماً یکی از پسران آنو در نظر گرفته می‌شد. دیتز اتو ادزارد استدلال کرد که این واقعیت که او به عنوان پسر انلیل در نظر گرفته نشده است، ممکن است ناشی از نقش ثانویه او در دین بین‌النهرین باشد. همچنین ممکن است مقایسه بین او و ایشکور به روند این شجره‌نامه کمک کرده باشد. بعلاوه استدلال شده است که گونه‌ای از املای نام آمورو، AN.dMARTU (AN.AN.MAR.TU) نشان‌دهنده یک خدای به‌هم‌پیوسته است که از آمورو و آنو تشکیل شده است. با این حال، به گفته پل آلن بولیو، به احتمال زیاد باید آن را صرفاً به عنوان عبارت اکدی dIl Amurrim، «خدای آمورو» خواند، همان‌طور که این مسئله با ترجمه هوری شناخته شده از متن دو زبانه از امار، نشان داده شده است، de-ni a-mu-ri-we، که به همان معنا است.
در متن‌های مربوط به سلطنت ریم-سین یکم و سامسو-ایلونا، الهه عشق نانایا به عنوان دختر آنو معرفی می‌شود. این تصور در کتیبه‌ای از اسرحدون نیز وجود دارد. پل آلن بولیو حدس می‌زند که نانایا در چارچوب یک سیستم الهیات محلی رشد کرد که در آن آنو و اینانا به عنوان یک زوج در نظر گرفته می‌شدند و او در ابتدا به عنوان دختر آنها دانسته می‌شد. با این حال، همان‌طور که اولگا درونوسکا-ریمارز یادآوری کرد، اشاره مستقیم به نانایا به عنوان دختر اینانا رایج نیست، و ممکن است این لقب به معنای واقعی کلمه مورد توجه قرار نگرفته باشد، بلکه بیشتر به عنوان نشانه‌ای از نزدیکی بین آنها باشد. علاوه بر این، نانایا را می‌توان به عنوان دختر اوراش مذکر نیز در نظر گرفت و گاهی به‌طور خاص اولین دختر او نامیده شده است.
در منابع متأخر، نیسابا را می‌توان دختر آنو نامید. با این حال، همان‌طور که ویلفرد جی. لمبرت اشاره کرد، حداقل یک متن است که «به نظر می‌رسد دلالت بر تمایلی دارد که آنو پدر نیسابا نباشد» و در عوض او را دختر ایرحان در نظر می‌گیرد، که در این زمینه با ائا یکی دانسته و در جایگاه رودخانه‌ای کیهانی، «پدر خدایان جهان»، درک می‌شود.
در حالی که اینانا (ایشتار) را می‌توان به عنوان دختر آنو و آنتو در نظر گرفت، این دیدگاه که او دختر نانا و نینگال بود، رایجترین سنت در رابطه با والدین او است. در حالی که نسخه «بابلی معیار» حماسه گیلگمش، یک متن نجومی و سرود ملکه نیپور مستقیماً از او به عنوان دختر آنو یاد می‌کند، طبق گفته پل آلن بولیو، غیرممکن نیست که این اظهارات منعکس کننده اصل و نسب نباشد و صرفاً یک تبار غیرمستقیم، با یک شجره‌نامه ضمنی باشد که در آن آنو پدر انلیل، پدربزرگ نانا و پدرپدربزرگ اینانا بود. علاوه بر این، سرود ذکر شده نیز او را دختر خدای ماه خطاب می‌کند.
ایشتاران حداقل گاهی به عنوان پسر آنو و اوراش توصیف می‌شد و در نتیجه فهرست خدای بابلی باستان در نیپور او را با اوروک مرتبط می‌کند. همچنین می‌توان از او به عنوان آنو رابو (AN.GAL)، «آنو بزرگ»، یاد کرد، اما ووتر هنکلمن پیشنهاد می‌کند که این لقب در مقابل نشانه‌ای از وجود ارتباط بین او و خدای عیلامی ناپیریشا است که نامش با همان ترکیب علائم خط میخی نوشته شده است. این احتمال وجود دارد که در اواخر هزاره اول پیش از دوران مشترک، تلاش‌هایی برای تلفیق ایشتاران و آنو طی دوره‌ای از همکاری بین متکلمان اوروک، نیپور و دِر صورت گرفته باشد، اما شواهد مستقیم در حال حاضر وجود ندارد.
خداییان دیگری که به عنوان فرزندان آنو گواهی شده‌اند عبارتند از الهه‌های پزشکی نینیسینا و نینکاراک (همچنین مستقیماً به عنوان دختران زنش اوراش شناخته می‌شوند)، باو (که می‌توان اولین دختر او نامید)، الههٔ بافنده اوتو (در یک منبع واحد)، خدای پیام‌آور پاپسوکال، گشتینانا (در سرودی از شولگی، که همچنین اوراش را به عنوان مادرش ذکر می‌کند)، خدای آتش گیبیل (و از طریق ارتباط با او نیز نوسکا)، ، Šiḫṭu نماد الهی سیاره عطارد (در اوروک سلوکی)، و احتمالاً اوراش مذکر. اینکه آنو پدر شارا در سنت مرکز آیینش، اوما بود یا نه، را نمی‌توان با قطعیت مشخص کرد، زیرا مستقیم‌ترین اشاره، عبارت aia DINGIR ù-TU-zu در یک سرود، دو ترجمهٔ احتمالی دارد: «پدرت «آن» که تو را به وجود آورده است»، یا «پدر الهی‌ات که تو را به وجود آورده است.» علاوه بر این، برخی از ارجاعات به آنو به عنوان پدر یک خدای خاص ممکن است استعاری یا غیرمستقیم باشد، همان‌طور که در مورد نانا (معمولاً پسر انلیل و نینلیل) یا نونگل چنین است.

### اجداد
در نخستین متن‌ها از منشأ آنو سخنی نرفته است و برتری او به سادگی فرض شده است. در سنت‌های بعدی، پدرش معمولاً آنشار بود که همسرش کیشار نام داشت. سنت دیگری به احتمال زیاد آلالا و بلیلی را پدر و مادر او می‌دانست. گروه بزرگتری از اجداد او که در چند نسل دسته‌بندی شده‌اند، از طریق منابع اساطیری و علمی شناخته شده‌اند. ویلفرد جی. لمبرت اصطلاح «تئوگونیای آنو» را برای اشاره به ترتیبات این خدایان به‌طور جمعی ابداع کرد. حداقل پنج نسخه به واسطه افسون‌ها شناخته شده است، اگرچه در سه تا از پنج نسخه، نخستین جفت دوری و داری و آخرین - آلالا و بلیلی هستند. یک نسخه کمی متفاوت در لیست خدای آن = آنوم شناخته شده است، اگرچه بین نسخه‌های جداگانه نیز تفاوتهایی وجود دارد. لمبرت پیشنهاد می‌کند که در ابتدا حداقل دو سنت مختلف وجود داشته است، اما بعداً آنها در فهرستی ترکیب شدند که از روی فهرستهای مربوط به انلیل الگوبرداری شده بود. حداقل در برخی موارد، فهرست‌های طولانی از اجداد الهی به منظور کمک به اجتناب از پیامدهای زنای با محارم الهی بود که به سختی می‌توانست با تابوهای قوی که نسبت به آن در دوره‌های مختلف تاریخ بین‌النهرین گواهی شده است، سازگار باشد.
دوری و داری به احتمال زیاد نماد زمان به‌عنوان نیروی نخستین در آفرینش بودند و نام آنها از یک عبارت اکدی به معنای «همیشه و همیشه» گرفته شده است. جفت شدن آلالا و بلیلی به احتمال زیاد کاملاً بر اساس تکراری بودن نام هر دو بوده است و در جاهای دیگر، آنها در نقش‌های نامرتبط و مستقل از یکدیگر ظاهر می‌شوند. جفتهای دیگری از خدایان که به عنوان اجداد آنو در نظر گرفته می‌شوند عبارتند از: اگور و گارا که شخصیت آنها ناشناخته است، لاهمو و لاهامو، برگرفته از نام گونه‌ای از موجودات اساطیری آبزی، دو خدایی که نامشان به صورت لوگوگرافی dALAM نوشته شده است و احتمالاً نماد یکی دیگر از جفت‌های شناخته‌شده مرتبط با جهان زیرین است، و انورولا و نینورولا، «ارباب» و «بانوی» «شهر ازلی»، که گنجاندن آنها در شجره خانوادگی آنو به احتمال زیاد نشان‌دهنده «اهمیت شهر در اندیشه بین‌النهرین باستان» است.» شجره‌نامه خدایان ارائه شده در انوما الیش از فهرستهای اجداد آنو در منابع قبلی مشتق شده است. جفتهای ذکر شده در این تصنیف عبارتند از آپسو و تیامات، لاهمو و لاهامو، و آنشار و کیشار. اولین مورد از آنها در هیچ منبع قبلی گواهی نشده است.
فهرست خدای آن = آنوم به نامو به عنوان «مادری که آسمان و زمین را به دنیا آورد»، dama-tu-an-ki، اشاره می‌کند، اما همان‌طور که فرانس ویگرمن اشاره کرده است، واژگان آن و کی به احتمال زیاد به‌طور گروهی در این مورد درک می‌شدند. ارجاع مشابهی نیز به واسطه ورد جن‌گیری شناخته شده که به پیش از دوره بابلی میانه تعلق دارد. هیچ نشانه‌ای وجود ندارد که این فرایند آفرینش شامل خدای دومی باشد که در جایگاه همسر نامو ظاهر شود. او در گونه‌ای از شجره‌نامه آنو در آن = آنوم ظاهر می‌شود، اگرچه همان‌طور که لمبرت اشاره کرده است، او «به نوعی ضمیمه بیرون رانده شد (...)». با توجه به گواهی‌های پراکنده نامو، امروزه فرض می‌شود که او «عموماً در خارج از اریدو شناخته نشده است.»
یک دعا به پاپسوکال ممکن است به سنتی اشاره کند که در آن آنو پسر انمشارا بود. در متنی دیگر، آنو و انلیل جایگاه خود را از این خدایی دریافت می‌کنند، نه لزوماً به صورت مسالمت آمیز.
آنو ممکن است به دلیل ارتباطش با خدایان مختلف اجدادی، گهگاه با جهان زیرین مرتبط شود. یک متن توضیحی آشوری به آنتو اشاره می‌کند که برای او قربانی‌های تدفین تقدیم می‌کند. با این حال، به گفته جولیا کرول، اصلاً نمی‌توان گفت که شناخت این جنبه از شخصیت او تا چه حد گسترده بوده است و به‌طور کلی باید از گفته‌های کلی در مورد شناسایی آشکار آنو با خدایان جهان زیرین در الهیات اوروک سلوکی اجتناب شود.

#### در سنت هوری
در حالی که اغلب فرض می‌شود که آلالو هوری پدر آنو است، مشابه همتای بین‌النهرینی خود آلالا، و کوماربی نیز به نوبهٔ خود به عنوان پسر آنو در نظر گرفته می‌شود، با این حال چنین نیز استدلال شده است که دو سلسلهٔ جداگانه از خدایان در سرآغاز اسطوره کوماربی، ظاهر می‌شوند. و بنابراین نباید آلالو و آنو را در منابع هوری پدر و پسر دانست. کوماربی به‌طور مستقیم به عنوان «تخمه» آلالو در آهنگ کوماربی نامیده می‌شود. او همچنین در اسطوره دیگری که متعلق به همین چرخه است، «آواز هدامو»، خود را «پسر آلالو» خطاب می‌کند. ترتیب خدایان در معاهدات بین‌المللی نیز از این تصور حمایت می‌کند که آلالو و کوماربی به یک رده تعلق دارند، اما آنو اینطور نیست. گری بکمن، هیتی‌شناس، خاطرنشان می‌کند که این دو خط ظاهراً تنها با تولد نسل جدید خدایان (تشوب، تاشمیشو و دیگران)، در نتیجه اخته کردن آنو توسط کوماربی، که منجر به یک «بار»، یعنی تخمه آنو در درون او شد، متحد شدند. این فرایند به صورت شاعرانه با تولید برنز از قلع و مس مقایسه می‌شود.

### ملازمان
نینشوبور، «وزیر کهن‌الگویی خدایان» اساساً با اینانا مرتبط بود، اما می‌توان او را به عنوان سوکال (وزیر الهی، خدایی همراه) آنو نیز توصیف کرد. ارتباط بین او و آنو از زمان سلطنت سلسله سوم اور به بعد گواهی شده است. نقش او به عنوان یک خدایی شفاعت‌دهنده محبوب در دین سومری ناشی از موقعیت او به عنوان خدمتگزار خداییان اصلی بود، که منجر به این باور شد که او می‌تواند با اربابانش، هم با اینانا و هم با آنو، از طرف درخواست‌کنندگان انسانی میانجیگری کند. خدایی دیگری که می‌توان در همان نقش قرار داد ایلابرات بود. در متون مربوط به هزاره دوم پیش از دوران مشترک، نینشوبور و ایلابرات همزیستی داشتند و حداقل در برخی موارد نام نینشوبور، مذکر تلقی شد، و املای لوگوگرافی ایلابرات بود، برای مثال در ماری در نام‌های شخصی. پیشنهاد شده است که تفاوت در جنسیت نینشوبور مربوط به تلفیق‌گرایی با ایلابرات است. الهه آماسگنودی را می‌توان به عنوان سوکال آنو نیز در نظر گرفت، همان‌طور که در یک متن واژگانی بابلی باستان گواهی شده است. کاکا نیز در چند مورد در این نقش گواهی شده است، اگرچه در انوما الیش او سوکال آنشار است.
در دوره‌های بعدی، دیگر سوکال‌های آنو تحت‌الشعاع پاپسوکال، که در اصل با خدایی به نام زابابا مرتبط بود، قرار گرفتند، که احتمالاً ریشه ترقی او صرفاً به خاطر حضور کلمه سوکال در نام او بود. در بافت اصطلاحاً «الهیات باستانی» که عمدتاً متکی بر فهرست‌های خدایی است، که در اوروک تحت حکومت هخامنشیان و سلوکیان توسعه یافت، او کاملاً با نینشوبور شناسایی شد و بنابراین به سوکال آنو و یکی از هجده خدای اصلی شهر تبدیل شد. او پیش از آن در این شهر پرستش نمی‌شد.

### همترازان خارجی
بر اساس تفسیری از شورپو، همتای عیلامی آنو جبرو بود. با این حال، بر اساس فهرست خدای آن = آنوم، خدایی به نام یابنو (dia-ab-na)، «انلیل عیلام» بود. ویلفرد جی. لمبرت نتیجه‌گیری کرد که جبرو و یابنو باید دو املا از یک نام در نظر گرفته شوند. در حالی که جبرو در منابع بین‌النهرینی به عنوان خدایی عیلامی توصیف شده، در هیچ متن شناخته‌شده عیلامی از او نامی برده نشده است.
در فهرست خدای آنشار = آنوم یکی از نام‌های آنو همورنو است که از واژه هوری گرفته شده که به آسمان اشاره دارد. با این حال، در حالی که هوریان زمین و آسمان را می‌پرستیدند، آنها را به عنوان خداییان انسان‌انگاری‌شده نمی‌دانستند. جدا از این، آنو با نامِ خود در اساطیر هوری ظاهر می‌شود.
در حالی که رابرت مونتی استدلال می‌کند که به نظر می‌رسد کنعانی‌ها ویژگی‌های آنو را به ال نسبت داده‌اند، در واقع هیچ همترازی از آنو در پانتئون‌های دولتهای مختلف سوریه باستان وجود نداشت. هم رئیس پانتئون داخلی، داگان، و هم رئیس پانتئون ساحلی، ال، همتای انلیل در نظر گرفته می‌شدند و نه آنو. مونتی علاوه بر این خدایی را که از آن به عنوان «شمیم» یاد می‌کند، مستقیم‌ترین معادل آنو در پانتئون کنعانیان و به‌عنوان مظهر آسمان توصیف می‌کند، اما این نام عنوانی برای خدای آب‌وهوا بعل بود که به خدایی جداگانه (بعل‌شمین) تبدیل شد، و متون آرامی نشان می‌دهد که او را معادل حداد می‌دانستند تا آنو که در شرق و دورتر وجود داشت.
گاهی پیشنهادشده است که در دوره هلنیستی، آنو با زئوس خدای یونانی شناسایی می‌شد، اما اکثر آشورشناسان این احتمال را نامطمئن می‌دانند، یکی از استثناها النور رابسون است. جولیا کرول اشاره می‌کند که نویسندگانی که این موضوع را پیشنهاد می‌کنند، روشن نمی‌کنند که آیا منظورشان این است که «سلوکی‌ها خودشان چنین معادله‌ای را برقرار کردند (...)، یا اینکه علما-کاهنان اوروکی، پادشاهان جدید خود را در مورد شباهت بین این دو خدا قانع کردند (...)، یا حتی اینکه آنها واقعاً معتقد بودند که آنو و زئوس یکسان هستند.» هیچ مدرک مستقیمی از هیچ‌یک از این احتمالات در دسترس نیست. به گفته والتر بورکرت، محقق دین یونان باستان، شباهت‌های ادبی مستقیمی بین آنو و زئوس وجود دارد. به گفته وی، صحنه‌ای از لوح VI حماسه گیلگمش که در آن ایشتار پس از رد شدن توسط گیلگمش، به نزد آنو می‌آید و به مادرش آنتو شکایت می‌کند، اما به ملایمت توسط آنو سرزنش می‌شود، مستقیماً به صحنه‌ای از کتاب V در ایلیاد مشابهت دارد. در این صحنه، آفرودیت که بورکرت او را نمو یونانی پسین ایشتار می‌داند، توسط قهرمان یونانی دیومدس در حالی که تلاش می‌کند پسرش آئنیاس را نجات دهد، زخمی می‌شود. او به کوه المپ می‌گریزد و در آنجا نزد مادرش دیون گریه می‌کند، خواهرش آتنا او را تمسخر می‌کند و پدرش زئوس او را به ملایمت سرزنش می‌کند. نه تنها شباهت روایت‌ها قابل توجه است، بلکه این واقعیت نیز وجود دارد که نام دیون مؤنث نام زئوس است، همان‌طور که آنتو مؤنث آنو است. دیون در بقیه ایلیاد که در آن همسر زئوس الهه هرا است ظاهر نمی‌شود. بنابراین بورکرت نتیجه‌گیری می‌کند که دیون به وضوح یک گرته‌برداری از آنتو است.
همترازی بین آنو و اهورامزدا بر اساس این فرض پیشنهاد شده است که اتباع غیر پارسی امپراتوری هخامنشی ممکن است دومی را صرفاً به عنوان خدای آسمان در نظر گرفته باشند.

## پرستش

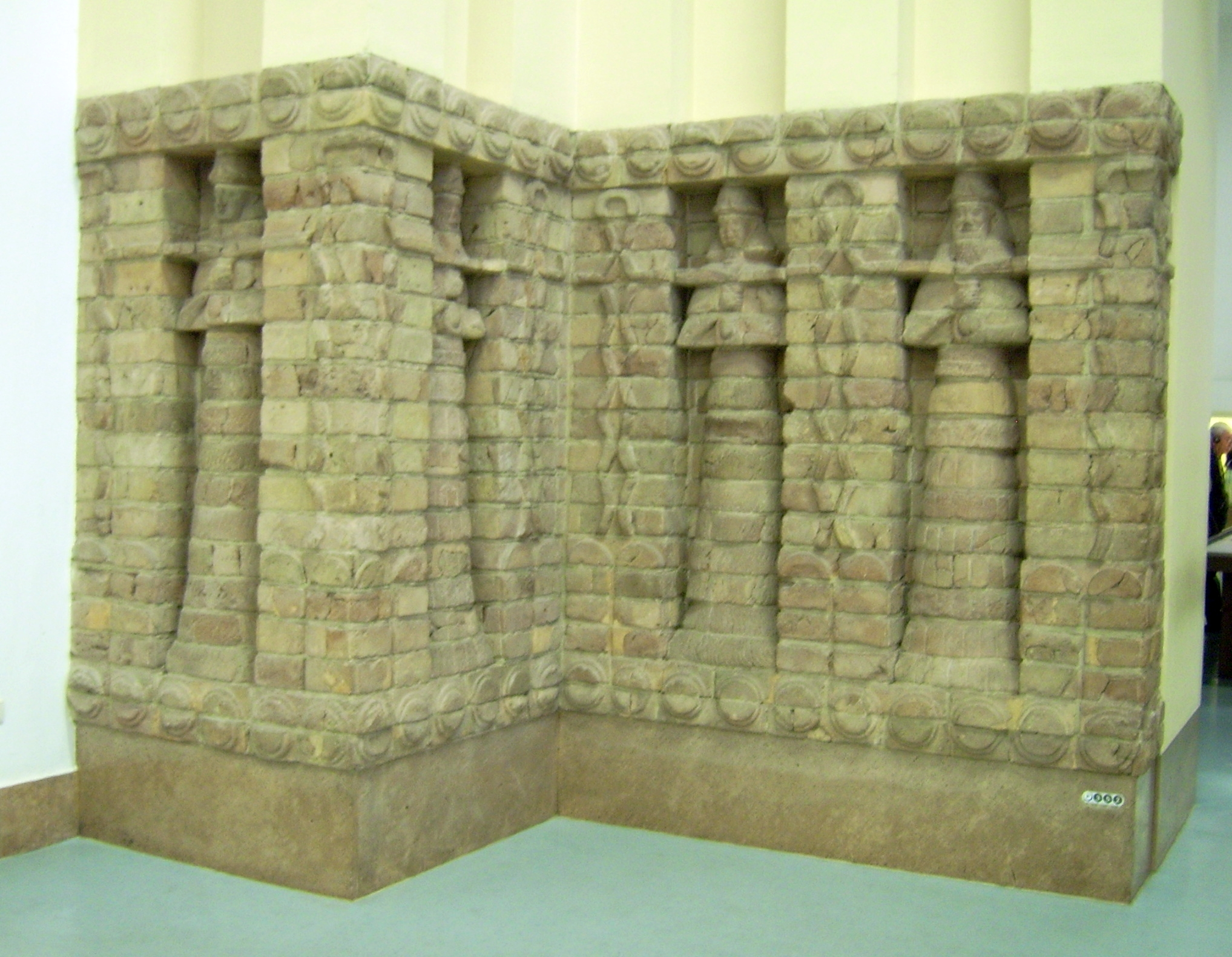
قسمتی از جلوی معبد بابلی ایشتار در اوروک، ساخته شده ح. ۱۴۱۵ پیش از دوران مشترک، در دوره کاسیان (ح. ۱۶۰۰ تا ۱۱۵۵ پیش از دوران مشترک). در گذشته چنین مطرح شده است که نخست به آنو تعلق داشت و تنها بعداً بود که به اینانا تقدیم شد، اما این دیدگاه دیگر قابل قبول نیست.

آنو عمدتاً با شهر اوروک مرتبط بود، جایی که او یکی از خدایان اصلی در کنار اینانا (ایشتار) و نانایا بود، اما قبل از پایان دوره نئو-بابلی، آیین او دامنه کمتری نسبت به آنها داشت. اغلب تصور می‌شود که اصطلاحاً «معبد سفید» که قدمت آن به دوره اوروک چهارم (۳۵۰۰ تا ۳۱۰۰ پیش از دوران مشترک) برمی‌گردد، مرکز اصلی آیین او بوده است، و حتی گاهی در ادبیات مدرن از آن به عنوان «زیگورات آنو» یاد می‌شود. با این حال، هیچ مدرکی وجود ندارد که نشان دهد آنو واقعاً در این سازه پرستش شده است. حضور او در قدیمی‌ترین متن‌ها همچنان محل بحث است، زیرا مشخص نیست که علامت میخی DINGIR که در آنها وجود دارد لزوماً خدای خاصی را نشان بدهد. پل آلن بولیو نتیجه می‌گیرد که حضور او در این منابع غیرقابل اثبات است.
همچنین هیچ نشانه‌ای وجود ندارد که ایِنا، «خانه آسمان»(Sumerian: e2-anna; Cuneiform: 𒂍𒀭 E2.AN)، معبد اصلی اوروک در زمانهای تاریخی، در اصل به تنهایی محل اقامت آنو بوده باشد (در گذشته گاهی چنین مطلبی پیشنهاد شده است). این معبد از هزاره چهارم پیش از دوران مشترک با اینانا مرتبط بود، و نیز نقش او به عنوان الهه حامی اوروک به احتمال زیاد حداقل به این دوره بازمی‌گردد. جولیا کرول پیشنهاد می‌کند که حتی اگر آنو در دوره اوروک پرستش می‌شد، احتمالاً باید معبد ایِنا را با اینانا سهیم شده باشد. در قدیمی‌ترین متن‌ها به اینا اشاره نشده است و مشخص نیست که آیا پناهگاهی به نام «ایِن» که در آنها گواهی می‌شود معبد آنو بوده باشد و آیا با بناهای بعدی مطابقت دارد یا خیر. در دوره‌های دودمانی نخستین، سارگونی و اور سوم، اینانا خدایی اصلی شهر بود و ایِنا در درجه اول معبد او محسوب می‌شد. کتیبه باستکی نارام سین به ویژه این دیدگاه را تأیید می‌کند که اینانا الهه اوروک بود و او را مهم‌تر از آنو می‌دانستند. هیچ اشاره‌ای به آنو در کتیبه‌های حاکمان اور سوم که به اینا اشاره می‌کنند، شناخته نشده است، اگرچه نام آنو در فهرست‌های پیشکش دیده می‌شود. با این حال، کتیبه‌های پادشاهی از دوره بابلی باستان نشان می‌دهد اعتقاد بر این بود که آنو در اینا زندگی می‌کند. در نسخه بابلی باستان حماسه گیلگمش، اینا تنها به عنوان اقامتگاه آنو توصیف شده است، اما نسخهٔ پسین «بابلی معیار» آن را با هر دو (ایشتار و آنو) مرتبط می‌کند. گفته شده است که شبیه به صحنه نرگاو آسمان، سنت اولی ممکن است به سادگی نشان‌دهندهٔ وجود احساسات ضد ایشتار در میان گردآورندگان این اثر باشد. ضمناً در افسانه‌های مربوط به انمرکار و لوگالباندا، دیگر پادشاهان افسانه‌ای اوروک که معمولاً در ادبیات بین‌النهرین به آنها اشاره می‌شود، آنو هیچ نقش مهمی ایفا نمی‌کند و اینانا تنها مالک اینا است. یک سنت اساطیری که در آن اینا در ابتدا به آنو تعلق داشت، اما بعداً توسط اینانا غصب شد، از چند قطعه ادبی شناخته شده است، اما ممکن است تنها یک اسطوره پایه‌گذار بوده باشد که توضیح می‌دهد چگونه اولین معابد تأسیس شدند.
با شروع دوره اور سوم، آنو به عنوان عضوی از سه خداییان برجسته در کتیبه‌های پادشاهی شناخته شد که شامل انلیل و انکی نیز می‌شد. در اسناد مربوط به دوران سلطنت اورنامو، یک جایگاه، به نام باراکیسکیلا («سکو، مکان پاک») و یک باغِ اختصاص داده شده به او ذکر شده است. مکان آنها نامشخص است، اما اندرو آر جورج به‌طور آزمایشی اور را پیشنهاد می‌کند. در دوره ایسن-لارسای پسین، پادشاهان ایسن هیچ اشاره‌ای به آنو در فرمان‌های سالانه خود نداشتند. ریم سین اول لارسا دوباره رسم را احیا کرد و از سه‌گانه سنتی در آنها نام برد تا احتمالاً نشان دهد که قصد دارد تمام جنوب بابل را کنترل کند. همچنین پیشنهاد شده است که یکی از پیشینیان او، گونگونوم، آنو، انلیل و ناننا را به عنوان تثلیثی مشابه در کتیبه‌های خود نام برده است تا نشان دهد که کنترل مراکز آیینی اصلی آنها را در دست دارد. پس از فتح پادشاهی ریم سین اول، حمورابی بابلی شروع به فراخوانی آنو و انلیل، البته نه ائا، در دستورهای خود کرد. شواهد مشابهی از سلطنت سامسو-ایلونا در دسترس نیست، که تنها در یک کتیبه به آنو و انلیل اشاره کرده است که به احتمال زیاد مربوط به فتح مجدد شهرهای جنوبی است. پادشاهان بعدی همان سلسله به ندرت از این دوگانه نام بردند، به احتمال زیاد به عنوان بخشی از دستورهای تشریفاتی که به منظور گره زدن پادشاهی آنها به یک سنت طولانی‌تر بود.
در آشور، آنو برای اولین بار در کتیبه‌ای از شمشی-ادد یکم ظاهر می‌شود که او را یکی از خدایانی توصیف می‌کند که سلطنت را به او بخشیده است. معبدی برای ادد که او در آشور ساخت بعداً به هر دو، خدای آب‌وهوا و آنو تقدیم شد. در کنار معبد، زیگوراتی نیز به نام املامانا («خانه درخشندگی آسمان») ساخته شد. دانیل شومر پیشنهاد می‌کند که کنار هم قرار گرفتن این دو خدا بر اساس این دیدگاه رایج بود که آنها پدر و پسر هستند.
هیچ اشاره مستقیمی به پرستش آنو در بخشی از دوره بابلی باستان که طی آن آیین‌های اوروک به‌طور موقت به کیش در شمال بابل منتقل شدند، وجود ندارد. یک استثنای احتمالی یک خدایی یا خداییانی است که توسط لوگوگرام AN.dINANNA تعیین شده است. با این حال، همچنین پیشنهاد شده است که این لوگوگرام آنو و اینانا را به عنوان یک جفت، همان‌طور که معمولاً فرض می‌شود، نشان نمی‌دهد، بلکه یک تجلی خاص از اینانا، به نام اورکیتوم است. در حال حاضر هیچ توافقی در مورد این مسئله در میان دانشوران وجود ندارد و این مسئله که به کدام خدایی یا خداییان اشاره دارد نامشخص است.
در اسناد مربوط به سلطنت سلسله اول دریازمین، زوج انلیل و ائا (انکی) جایگزین سه‌گانهٔ شامل آنو شد. تنها فهرست خدایی که از بایگانی دریازمین شناخته شده است، اصلاً به آنو اشاره نمی‌کند و به سادگی با انلیل شروع می‌شود. با این وجود نام او در چند فهرست پیشکش گواهی شده است. علاوه بر این، ممکن است نام پادشاه آکوردوانا تئوفوری باشد و باید به «سیل خروشان آنو» ترجمه شود، اگرچه این مسئله نامشخص است و کلمه رایج «آسمان» ممکن است ترجمه صحیح علامت AN در این مورد باشد.
در اصطلاحاً فهرست معابد بابلی که به احتمال زیاد در هزاره اول پیش از دوران مشترک تصنیف شده، هیچ معبدی از آنو ذکر نشده است، اگرچه به استثنای لارسا، اور و اریدو، جنوبیترین شهرها عموماً در آن نمایش ضعیفی دارند. یک متن عبادی واحد نشان می‌دهد که احتمالاً معبدی برای آنو به نام اکیناما در کش وجود داشته است. سرود BRM IV 8 ده نام از معابدِ مرتبط با او را فهرست می‌کند، از جمله ایانکی و اگالانکیا که احتمالاً در اوروک واقع شده‌اند.
در دوره نو بابلی، آنو تنها یک پناهگاه کوچک در اوروک داشت. او به عنوان یک خدای نسبتاً کوچک در اعمال مذهبی این دوره توصیف شده است. در حالی که چندین بایگانی نو-بابلی از اوروک حفاری و منتشر شده است، تاکنون تحقیقات تنها تعداد کمی از افراد را نشان داده است که قبل از سلطنت نبونعید نام‌های تئوفوری مرتبط با آنو داشته باشند؛ بر اساس بالاترین برآورد در مجموع پنج مورد در اسناد شناخته‌شده، ذکر شده است. بارزترین نمونه تاریخی Anu-aḫu-iddin است که در زمان سلطنت نابوپولاسار فرماندار اوروک بود. تعداد این نام‌ها در زمان سلطنت نبونعید شروع به افزایش کرد. اسناد مربوط به سلطنت داریوش اول رشد بیشتری را نشان می‌دهد، اگرچه نام‌هایی که عمدتاً از خداییان شمال بابل و همچنین نانایا، ایشتار و شمش (از لارسا) استفاده می‌کنند، بسیار زیاد است. پیشنهاد شده است که تغییر به نفع آنو در زمان سلطنت خشایارشا یکم تسریع شد. پس از شورش شهرهای شمالی بابل علیه حکومت ایران در سال ۴۸۴ پیش از دوران مشترک، این پادشاه ظاهراً ساختار سنتی روحانیون بین‌النهرین را سازماندهی دوباره کرد و در حالی که اوروک شورش نکرد، از این تغییرات مستثنی نبود. پیشنهاد شده است که کاهنان قدیمی‌تر که اغلب به شهرهای شمالی مرتبط بودند و عمدتاً در آیین ایشتار مشارکت داشتند، با تعدادی از خانواده‌های قدرتمند محلی که به آنو اختصاص داشتند جایگزین شدند. جولیا کرول نشان می‌دهد که اعضای آنها احتمالاً از قبل قصد داشتند دامنه آیین آنو را در دوره نو بابلی گسترش دهند، اما به دلیل منافع پادشاهان که مردوک را به عنوان رئیس پانتئون ترجیح می‌دادند، نتوانستند این کار را انجام دهند.

### اصلاحات الهیاتی در اوروک هخامنشی و سلوکی
اقدام تلافی‌جویانه خشایارشا در مقابل روحانیون اوروک منجر به فروپاشی ایِنا به عنوان مرکز زندگی دینی و اقتصادی اوروک و باعث ایجاد سیستم جدیدی شد که بر پرستش آنو و همسرش آنتو، به جای ایشتار و نانایا، متمرکز بود. جزئیات توسعه اولیه آن به خوبی درک نشده است، زیرا متن‌های بین‌النهرین مربوط به سالهای پسین حکومت هخامنشیان در مورد اداره معبد و سایر امور مذهبی کمیاب است. شهر به‌طور کلی رو به زوال نرفت و اهداف اداری و نظامی مختلفی را پوشش داد که به عنوان مثال در اسناد مربوط به سلطنت داریوش دوم گواهی شده است. این شهر حتی به عنوان بزرگ‌ترین و مرفه‌ترین شهر بین‌النهرین در قرون پایانی هزاره اول پیش از دوران مشترک توصیف شده است. فرض بر این است که صعود آنو به راس پانتئون رسمی تا سال ۴۲۰ پیش از دوران مشترک کامل شده است. نام او پیش از این در اسناد اقتصادی دوران سلطنت اردشیر اول و داریوش دوم، در اسامی تئوفوری غالب است. در منابع مربوط به دوره سلوکی بعدی، به نظر می‌رسد که آیین آنو در حال شکوفایی است. معبد جدیدی که به‌طور مشترک به او و آنتو تقدیم شده بود، بیت رِش (معبد رئیس)، در مقطعی ساخته و به مرکز جدید زندگی مذهبی شهر تبدیل شد. قدیمی‌ترین گواهی تاریخی این ساختار در متنی آمده که ظاهراً در اصل در زمان «سلوکوس و آنتیوخوس»، احتمالاً سلوکوس اول نیکاتور و آنتیوخوس اول سوتر (۲۹۲ تا ۲۸۱ پیش از دوران مشترک) یا آنتیوخوس اول و پسر او سلوکوس (۲۸۰ تا ۲۶۷ پیش از دوران مشترک) گردآوری شده است. مجموعه بیت رش همچنین شامل یک زیگورات جدید به نام اشارا (به سومری: «خانه جهان») بود، که بزرگ‌ترین بنای شناخته شده از بین‌النهرین و دومین بعد از مجموعه عیلامی در چغازنبیل است. نام آن احتمالاً از ساختار مشابهی در نیپور که به انلیل اختصاص یافته، وام گرفته شده است.
توضیحات گوناگونی برای ترفیع آنو ارائه شده است، اگرچه آنها باید به دلیل فقدان شواهد مستقیم، در حد حدس و گمان باقی بمانند. استدلال شده است که ترفیع آنو از جایگاه اهورامزدا در دین هخامنشیان الگوبرداری شده است، اما پل آلن بولیو خاطرنشان می‌کند که از آنجایی که اولین نشانه‌های آن در زمان نبونعید قابل مشاهده است، الگوبرداری از دین پارسی غیرقابل پذیرش است. وی در عین حال احتمال می‌دهد که دولت هخامنشی پرستش آنو را تشویق کرده و آن را راهی برای محدود کردن نفوذ بابل و نخبگان آن بر ساکنان شهرهای دیگر بین‌النهرین می‌داند. ارتباط مشابهی در مورد آنو و زئوس پیشنهاد شده، اما آن نیز نامشخص است. بولیو در مقابل پیشنهاد می‌کند که ظهور آنو تا حدی از شبکه‌ای از تلفیقگرایی بین او، آنشار، که در اوروک نیز پرستش می‌شد، و رئیس خدایان آشوری آشور، که در آشور می‌توان با دومی یکی دانست، الهام گرفته شده است. با این حال، جولیا کرول اشاره می‌کند که قطعیتی وجود ندارد که آنشار در اوروک واقعاً همتای آشور شناخته می‌شد، چه رسد به اینکه روحانیان محلی او را گونه‌ای از آنو بدانند. خود بولیو اعتراف می‌کند که بیشتر شواهدی که ممکن است نظریه او را تأیید کنند، ممکن است به سادگی نشان دهند که ارتقای آشور و آنو هر دو بر مدل‌های مشابه قبلی، مانند الهیات متمرکز بر انلیل، تکیه دارند. از آنجایی که در دوره نو-بابلی، اوروک مجبور به پذیرش الهیات بابل شد، این امکان نیز وجود دارد که اعتلای آنو به عنوان جلوه‌ای از هویت محلی تلقی شود. در عین حال، غیرممکن نیست که آیین جدید متمرکز آنو بر اساس الهیات بابلی الگوبرداری شده باشد و حتی تعدادی از جشن‌ها و آیین‌های آنو نیز ممکن است از مراسم مردوک الگوبرداری شده باشند. نمونه‌هایی از بازنویسی قطعه‌های اختصاص داده شده به مردوک یا انلیل برای مطابقت با فرقه جدید آنو نیز شناخته شده است. منبعی که معمولاً توسط الهی‌دانان و باستانیان که بر ترفیع آنو کار می‌کردند، به کار می‌رفت فهرست‌های خدایی بودند، مانند آن = آنوم، که شواهد مورد نیاز برای توجیه این تغییر و نمونه‌های دیگر از بازسازی پانتئون شهر را ارائه می‌کرد. به احتمال زیاد علاقه روزافزون به نجوم و طالع بینی در میان روحانیون نیز در این مسئله نقش داشته است.

### اوروک در اواخر دوره سلوکی و اشکانی
در حالی که چنین فرض می‌شود که فعالیت مذهبی در اوروک تا اواخر دوره سلوکی و اوایل دوره اشکانی ادامه داشته است، بخش بزرگی از مجموعه بیت رش در نهایت در اثر آتش‌سوزی ویران شد. بیت رش به عنوان یک قلعه بازسازی شد و در حالی که در دوره اشکانی معبد کوچکی در کنار آن ساخته شد، به احتمال زیاد خدایان بین‌النهرین دیگر در آنجا پرستش نمی‌شدند. بر اساس یک کتیبه یونانی به تاریخ ۱۱۱ دوران مشترک، خدایی که در اوروک در اوایل هزاره اول پرستش می‌شد، ظاهراً گرئوس ناشناخته بود، معبد او در زمان سلطنت بلاش یکم به سبکی خارجی شبیه به ساختمان‌های رومی ساخته شد. آخرین متن به خط میخی از این مکان یک لوح نجومی مربوط به سال ۷۹ یا ۸۰ دوران مشترک است که احتمالاً آخرین متن خط میخی است که در دوران باستان نوشته شده است. چنین فرض شده است که آخرین بقایای مذهب و فرهنگ محلی اوروک در زمان فتح بین‌النهرین توسط ساسانیان ناپدید شد، اگرچه پرستش خدایان به صورت انفرادی ممکن است بیشتر از کتابت خط میخی دوام یافته باشد.

## اسطوره‌شناسی

### سومری

#### افسانه آفرینش سومری
منبع اصلی اطلاعات دربارهٔ «پیدایش اریدو»، پیش‌درآمد شعر حماسی بیلگمس و جهان زیرین است، که به‌طور خلاصه روند آفرینش را شرح می‌دهد: در ابتدا، تنها نامو وجود دارد، که دریای ازلی است. سپس، نامو آن (نام سومری آنو)، آسمان، و کی، زمین را به دنیا می‌آورد. آن و کی با یکدیگر جفتگیری می‌کنند و باعث می‌شوند کی انلیل، خدای باد را به دنیا بیاورد. انلیل آن را از کی جدا می‌کند و زمین را به عنوان قلمرو خود قرار می‌دهد، در حالی که آسمان به آن می‌رسد.
در سومری، نام «آن» به جای «آسمان‌ها» به کار می‌رفت، بنابراین در برخی موارد تردید وجود دارد که آیا این واژه، خدای آن یا آسمان‌ها را نشان می‌دهد. در کیهان‌شناسی سومری، آسمان به‌عنوان مجموعه‌ای از سه گنبد تصور می‌شد که زمین مسطح را می‌پوشاند. اعتقاد بر این بود که هر یک از این گنبدهای آسمان از یک سنگ قیمتی متفاوت ساخته شده است. اعتقاد بر این بود که آن، بلندترین و بیرونی‌ترین این گنبدها است و تصور می‌شد از سنگ مایل به قرمز ساخته شده است.

#### اساطیر اینانا

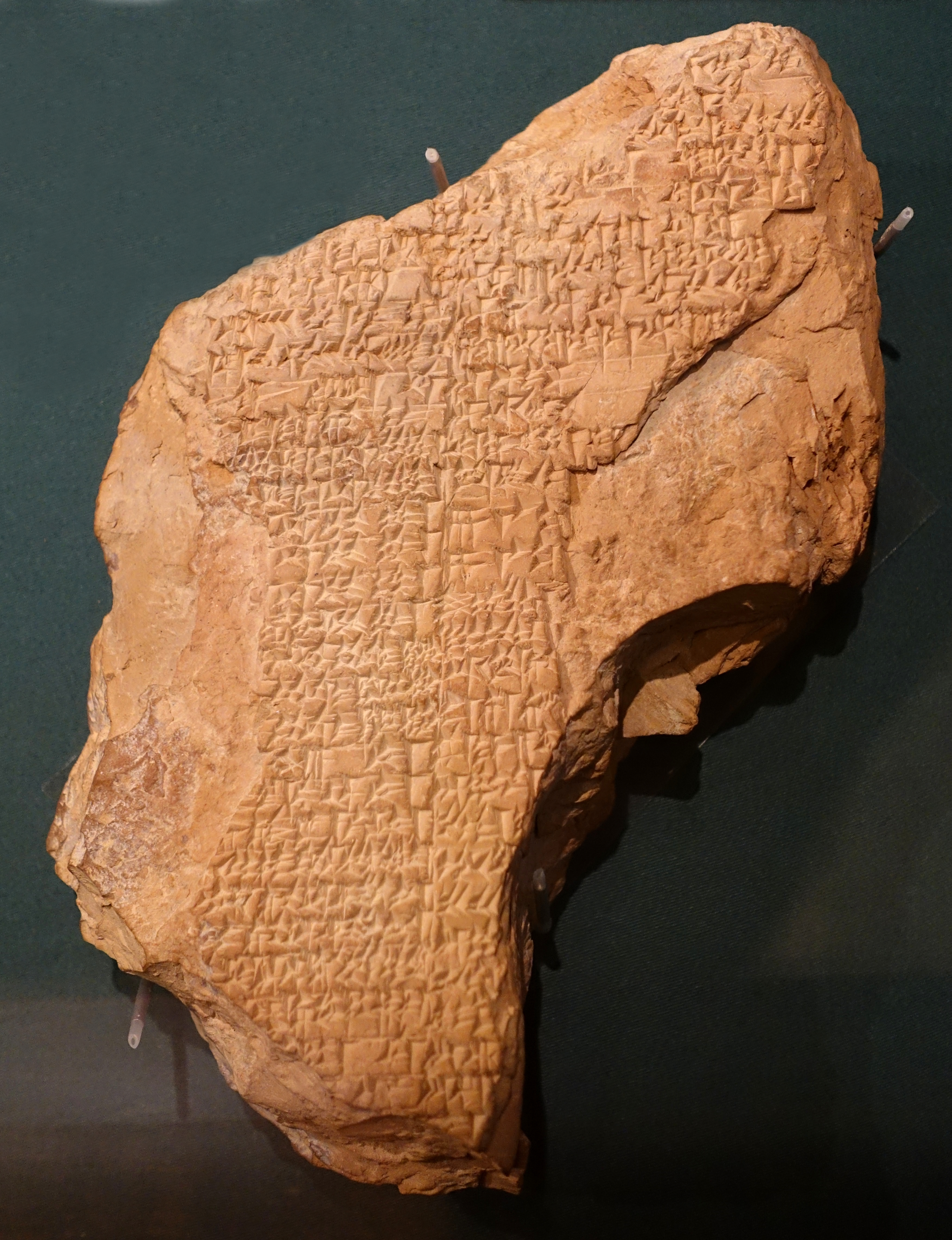
لوح گِلی اصلی سومری اینانا و ابیه، که اکنون در مؤسسه خاورشناسی در دانشگاه شیکاگو واقع است.

اینانا و ابیه، که با عنوان الهه قدرتهای ترسناک الهی نیز شناخته می‌شود، شعری است ۱۸۴ سطری که توسط شاعر اکدی انهدوآنا به زبان سومری نوشته شده است. در این شعر، رویارویی اینانا نوهٔ آن با کوه ابیه، کوهی در رشته کوه زاگرس توصیف می‌شود. آن به‌طور گذرا در صحنه‌ای از شعر ظاهر می‌شود که در آن اینانا از او درخواست می‌کند که به او اجازه دهد کوه ابیه را ویران کند. آن به اینانا هشدار می‌دهد که به کوه حمله نکند، اما اینانا این هشدار را نادیده می‌گیرد و بدون توجه به کوه ابیه حمله و آن را ویران می‌کند.
شعر اینانا بر آسمان حاکم می‌شود روایتی بسیار تکه‌تکه‌شده، اما مهم از تسخیر معبد ایِنا در اوروک توسط اینانا است. این متن با گفتگوی بین اینانا و برادرش اوتو آغاز می‌شود که در آن اینانا از این مسئله که معبد ایِنا در قلمرو آنها نیست ابراز تاسف می‌کند و تصمیم می‌گیرد که آن را به عنوان مایملک خودش ادعا کند. متن در این نقطه از روایت به‌طور فزاینده‌ای تکه‌تکه می‌شود، اما به نظر می‌رسد که عبور دشوار او را از میان یک مرداب برای رسیدن به معبد توصیف می‌کند، در حالی که یک ماهیگیر به او می‌گوید که کدام مسیر را بهتر است طی کند. در نهایت، اینانا به آن می‌رسد، که از غرور او شوکه شده است، اما با این وجود قبول می‌کند که موفق شده است و معبد اکنون قلمرو او است. متن با سرودی در مورد عظمت اینانا به پایان می‌رسد. این افسانه ممکن است نشاندهندهٔ کسوفِ اقتدار کاهنان آن در اوروک و انتقال قدرت به کاهنه‌های اینانا باشد.

### اکدی

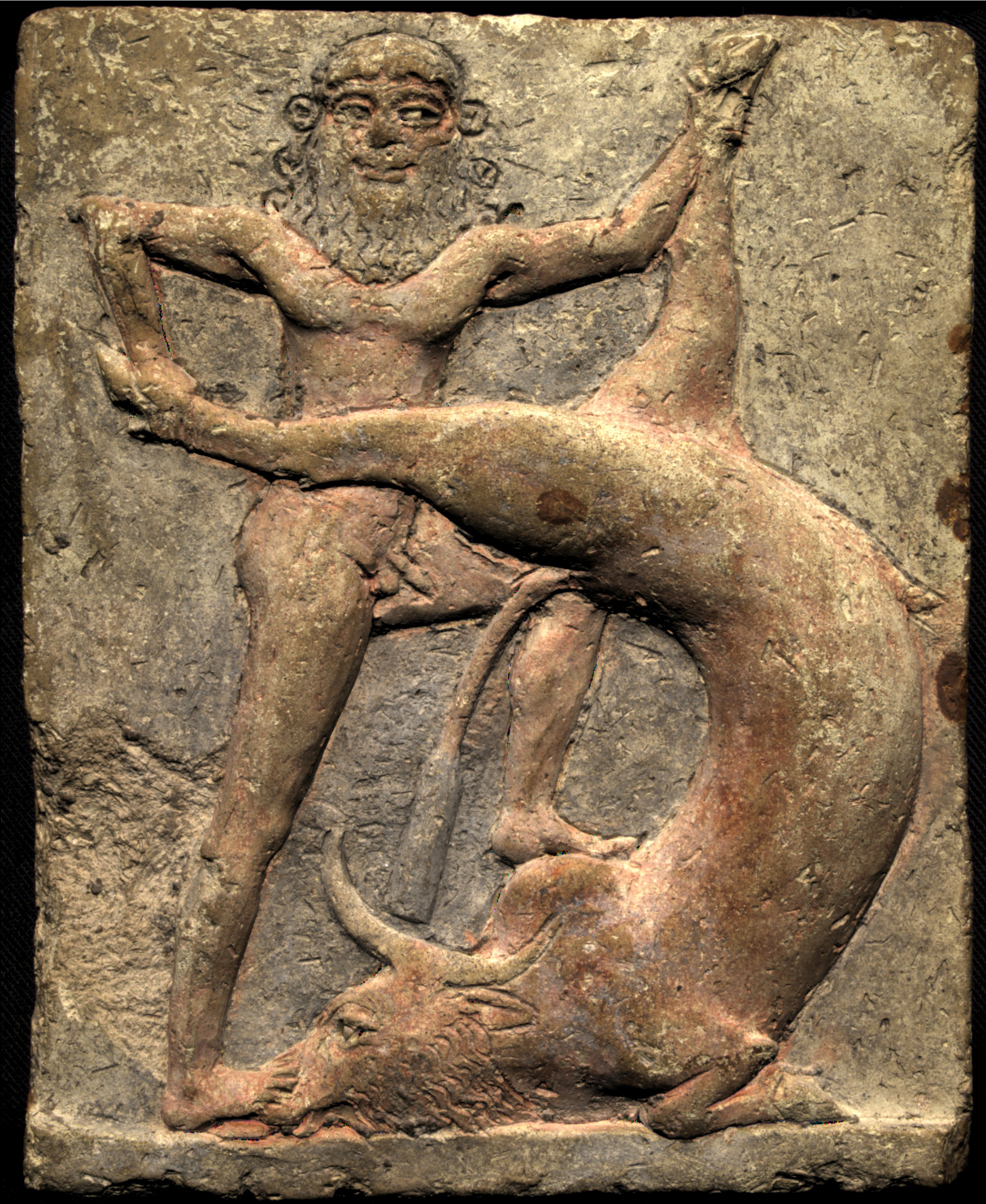
تراکوتای بین‌النهرین باستان که گیلگمش را در حال کشتن نرگاو آسمان نشان می‌دهد، آنو آن را پس از آن که گیلگمش پیشروی‌های عاشقانه ایشتار را در لوح VI حماسه گیلگمش رد می‌کند، به وی می‌دهد.

#### حماسه گیلگمش
در صحنه‌ای از حماسه گیلگمش به زبان اکدی که در اواخر هزاره دوم پیش از دوران مشترک نوشته شده است، دختر آنو، ایشتار، همتای سامی شرقی اینانا، تلاش می‌کند تا قهرمان گیلگمش را اغوا کند. هنگامی که گیلگمش پیشروی او را رد کرد، ایشتار با خشم به آسمان می‌رود و به آنو می‌گوید که گیلگمش به او توهین کرده است. آنو از او می‌پرسد که چرا به جای رویارویی با گیلگمش به او شکایت می‌کند. ایشتار از آنو می‌خواهد که نرگاو آسمان را به او بدهد و سوگند یاد می‌کند که اگر آن را به او ندهد دروازه‌های جهان زیرین را می‌شکند و مردگان را زنده می‌کند تا زنده‌ها را بخورند. آنو نرگاو آسمان را به ایشتار می‌دهد و ایشتار آن را برای حمله به گیلگمش و دوستش انکیدو می‌فرستد. صحنه‌ای از حماسه اوگاریتی آقات که در آن الهه جنگجوی آنات با رئیس خدایان،  ال، روبرو می‌شود تا درخواست اجازهٔ کشتن قهرمان نامبخش (پس از آنکه مورد طعنه او قرار گرفته است) را با او در میان بگذارد، با این بخش از حماسه گیلگمش مقایسه شده است.

#### اسطوره آداپا
در اسطوره آداپا، که برای اولین بار در دوره کاسی گواهی شده است، آنو متوجه می‌شود که باد جنوبی به مدت هفت روز به سمت زمین نمی‌وزد. او دلیل را از سوکال ایلابرات می‌پرسد. ایلابرات پاسخ می‌دهد که به این دلیل است که آداپا، کاهن ائا (معادل سامی شرقی انکی) در اریدو، بال باد جنوب را شکسته است. آنو می‌خواهد آداپا را نزد او احضار کنند، اما، قبل از حرکت آداپا، ائا به او هشدار می‌دهد که هیچ‌یک از غذاها را نخورد یا از آبی که خدایان به او می‌دهند ننوشد، زیرا غذا و آب مسموم است. آداپا به نزد آنو می‌رود و به او می‌گوید که دلیل شکستن بال باد جنوب این بود که او برای ائا در حال ماهیگیری بود و باد جنوب باعث ایجاد طوفانی شد که قایق او را غرق کرد. دوموزید و نینگیشزیدا دربانان آنو به نفع آداپا صحبت می‌کنند. این مسئله خشم آنو را فرومی‌نشاند و دستور می‌دهد که به جای آب و غذای مرگ، به آداپا آب و غذای جاودانگی برای پاداش داده شود. اما آداپا به توصیه ائا عمل می‌کند و از خوردن غذا امتناع می‌ورزد. داستان آداپا مورد علاقه کاتبان بود، که او را بنیانگذار پیشه خود می‌دانستند و تعداد خیلی زیادی از نسخه‌ها و گونه‌های این اسطوره در سراسر بین‌النهرین یافت شده است که کل دوره تاریخ بین‌النهرین را در بر می‌گیرد. داستان حضور آداپا در نزد آنو با داستان یهودی پسین آدم و حوا مقایسه شده که در سفر پیدایش ثبت شده است. همان‌طور که آنو پس از امتناع از خوردن غذای جاودانگی، آداپا را مجبور می‌کند به زمین بازگردد، یهوه در داستان کتاب مقدس، آدم را از باغ عدن بیرون می‌راند تا از خوردن میوه درخت زندگی جلوگیری کند. به‌طور مشابه، آداپا به عنوان کهن الگوی همه کاهنان در نظر گرفته می‌شد؛ در حالی که آدم در سفر پیدایش به عنوان کهن الگوی همه نوع بشر معرفی شده است.

#### ارا و ایشوم
در شعر حماسی ارا و ایشوم که در قرن هشتم پیش از دوران مشترک به زبان اکدی سروده شده است، آنو به ارا، خدای نابودی، «سبتو» می‌دهد که به عنوان سلاح‌های شخصی‌شده توصیف می‌شوند. آنو به ارا دستور می‌دهد که از آنها برای قتل‌عام انسانها در زمانی که پرجمعیت شدند و سر و صدای زیادی ایجاد کردند، استفاده کند (لوح I, 38ff).

### هوری
یکی از اسطوره‌های متعلق به اصطلاحاً «چرخه کوماربی» آنو را در میان خدایان درگیر نشان می‌دهد. در حالی که این اسطوره عمدتاً از روی ترجمه هیتی شناخته می‌شود، به محیط فرهنگی هوری تعلق دارد و عمدتاً در مکانهایی در سوریه و بین‌النهرین و نه آناتولی قرار دارد. این اسطوره بیانگر آن است که در گذشته‌های دور، «پادشاه آسمان» آلالو بود و آنو در جایگاه جامدار او قرار داشت، اما منشأ هیچ‌یک از دو خدا توضیح داده نمی‌شود. پس از نه سال، آنو علیه مافوق خود شورش کرد، او را از سلطنت خلع کرد و به جهان زیرین فراری داد. با این حال، پس از نه سال دیگر، جامدار خودش، کوماربی، «قلمهٔ آلالو» به او حمله کرد تا سلطنت را برای خود تصاحب کند. آنو تلاش کرد به آسمان فرار کند، اما کوماربی اندام تناسلی آنو را گاز گرفت و آن را بلعید. در نتیجه بلعیدن اندام تناسلی آنو، کوماربی با پسر آنو تشوب (تارهونا در ترجمه هیتی) و دو خدایی دیگر، تاشمیشو و رودخانه دجله، آبستن می‌شود. آنو در این مورد به او طعنه می‌زند. تشوب متعاقباً از جمجمه شکافتهٔ کوماربی متولد شد، به شیوه‌ای که بکمن با تولد آتنا در اساطیر یونان مقایسه می‌کند، و در حالی که بقیه روایت به خوبی حفظ نشده، مشخص است که او از تلاش‌های کوماربی برای از بین بردنش گریخت.
ویلفرد جی. لمبرت پیشنهاد کرد که پیش از این یک افسانه بین‌النهرینی ناشناخته در مورد رویارویی بین آلالا و آنو وجود داشته و الهام‌بخش سنت هوری-هیتی در مورد درگیری آنها بوده است.

## تأثیر پسین

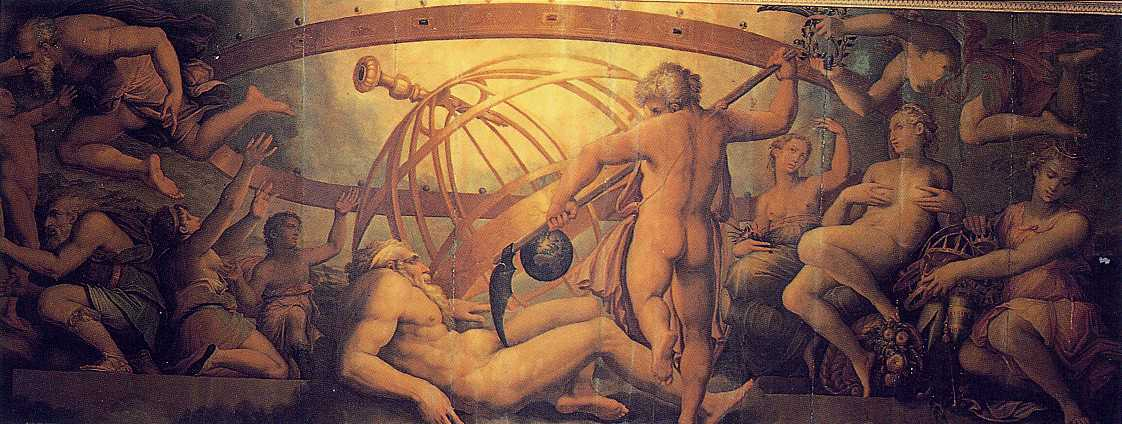
مثله کردن اورانوس توسط ساترن (c. ۱۵۶۰) اثر جورجو وازاری و کریستوفانو جراردی. در عنوان به ترتیب نام‌های لاتین اورانوس و کرونوس استفاده شده است.

اشاره‌ای به شجره‌نامه‌ای از خدایان شبیه به انوما الیش، و نیز به آنو، از نوشته‌های اودموس رودسی، شاگرد ارسطو، شناخته شده است، که آثار او فقط در نقل‌قول‌های داماسکیوس، نویسنده نوافلاطونی که در قرن ششم دوران مشترک زندگی می‌کرد، حفظ شده است:
معلوم نیست اودموس بر چه منبعی تکیه کرده است، اگرچه بروص را می‌توان با قطعیت رد کرد زیرا غیرقابل قبول است که اولی آنقدر عمر کرده باشد که آثار دومی را بخواند. علاوه بر این، گنجاندن انلیل (ایلیلوس) به عنوان همتای ائا (آوس) و آنو (آنوس) نشان می‌دهد که در حالی که منبع استفاده شده مشابه انوما الیش است، با آن یکسان نبوده است. تفاوت دیگر در روایت اودموس این واقعیت است که منشأ مومو (مویمیس) روشن است، در حالی که اثر بابِلی ذکر شده مستقیماً آن را توضیح نمی‌دهد.
چنین استدلال شده است که مجموعه‌ای از کودتاهای الهی که در اسطوره کوماربی توصیف شده است، بعدها مبنای داستان آفرینش یونانی شد که در شعر بلند تئوگونیا شرح داده شده است؛ این اثر را شاعر بوئوتیایی، هزیود در قرن هفتم پیش از دوران مشترک نوشته است. با این حال، گری بکمن اشاره می‌کند که غیرممکن نیست که این دو اسطوره صرفاً از بن‌مایه‌های مشابه موجود در محیط فرهنگی مشترک مدیترانه باستان («کوئین») ایجاد شده باشند و هزیود لزوماً مستقیماً به سنت کوماربی بستگی نداشته باشد. در شعر هزیود، اورانوس خدا-آسمان ازلی توسط پسرش کرونوس سرنگون و اخته می‌شود، تقریباً به همان شیوه‌ای که آنو توسط کوماربی در داستان هوری سرنگون و اخته می‌شود. کرونوس نیز به نوبه خود توسط پسر خود زئوس سرنگون می‌شود. در یکی از اسطوره‌های اورفیک، کرونوس دقیقاً به همان شیوه‌ای که کوماربی با آنو انجام می‌دهد، اندام تناسلی اورانوس را گاز می‌گیرد. با این وجود، رابرت موندی خاطرنشان می‌کند که اورانوس هرگز برای یونانیان اهمیت اساطیری قابل مقایسه با اهمیت آنو برای بین‌النهرینی‌ها را نداشت. در عوض، موندی اورانوس را «انعکاس رنگ‌پریده آنو» می‌نامد، و اشاره می‌کند که «به غیر از اسطوره اختگی، او اصلاً به عنوان یک شخصیت کیهانی اهمیت بسیار کمی دارد و به هیچ وجه به شکلی اصولی با پادشاهی در ارتباط نیست».
در اواخر دوران باستان، نویسندگانی مانند فیلون بیبلوسی تلاش کردند چارچوب سلسله‌ای داستان‌های هیتی و هزیودی را بر اساطیر کنعانی تحمیل کنند، اما این تلاش‌ها اجباری است و با آنچه به نظر می‌رسد اکثر کنعانی‌ها واقعاً به آن معتقد بودند، تناقض دارد. به نظر می‌رسد اکثر کنعانیان ال و بعل را همزمان حاکم می‌دانستند.